# 3571 Milanštefánik
3571 Milanštefánik eller 1982 EJ är en asteroid i huvudbältet som upptäcktes den 15 mars 1982 av den tjeckiske astronomen Antonín Mrkos vid Kleť-observatoriet i Tjeckien. Den är uppkallad efter den slovakiske astronomen och diplomaten Milan Rastislav Štefánik.
Asteroiden har en diameter på ungefär 34 kilometer och den tillhör asteroidgruppen Hilda.